# Stas Piecha
Stanislav "Stas" Pjatrasovitj Piecha (ryska: Станисла́в Пятра́сович Пье́ха), född 13 augusti 1980 i Leningrad, Ryska SFSR, Sovjetunionen, är en rysk sångare.
Piecha är son till sångerskan Ilona Bronevitskaja (Илона Броневицкая, född 1961) och jazzmusikern Petras Gerulis och dotterson till sångerskan Edita Piecha (Эдита Пьеха, född 1937) som är Folkets artist i Sovjetunionen. Från sju års ålder bodde han hos sin mormor och antog hennes efternamn, medan modern gjorde solokarriär.
Stas Piecha är utbildad frisör och arbetade i detta yrke i tre år, innan han återvände till den musikaliska släkttraditionen. Han blev finalist i ryska talangjakten Star Factory (Фабрики Звезд) 2004. Han arbetade redan då ihop med producenten Viktor Drobisj (Виктор Дробыш). Hans första album Одна Звезда (2005, "en stjärna") innehåller duetter med mormor Edita och med sångerskan Valeria (Валерия, född 1968). Vid ryska MTV:s gala i september 2005 fick Stas och Valeria priset för bästa komposition för låten Ты грустишь ("du är ledsen").
Han medverkade i femte säsongen av Последний герой, som är den ryska varianten av Expedition Robinson.
Han skriver också poesi och har gett ut diktsamlingen Голый (2008, "naken").

## Diskografi
- Одна Звезда (2005)
- Иначе (2008)